# کامپانا
کامپانا (به اسپانیایی: Campana) شهری در کشور آرژانتین، استان بوئنوس آیرس است که در سال ۲۰۰۹ میلادی، حدود ۷۷٬۸۳۸ نفر جمعیت داشته است.